# Phare de Roman Rock
Le phare de Roman Rock, en afrikaans Roman Rock-vuurtoring, en anglais Roman Rock Lighthouse, est un phare d'Afrique du Sud situé sur un récif dans l'océan Atlantique, plus précisément dans la baie False, non loin des côtes de la péninsule du Cap. C'est le seul phare du pays construit sur un récif en pleine mer.

## Architecture
Le phare consiste en une tour cylindrique en fer peinte en blanc. Elle est érigée sur un rocher découvert à marée basse et entièrement recouvert à marée haute.

## Histoire
Le phare est construit à partir de 1856 et entre en fonction le 16 septembre 1861. Il est par la suite automatisé en 1919 et électrifié en 1992.

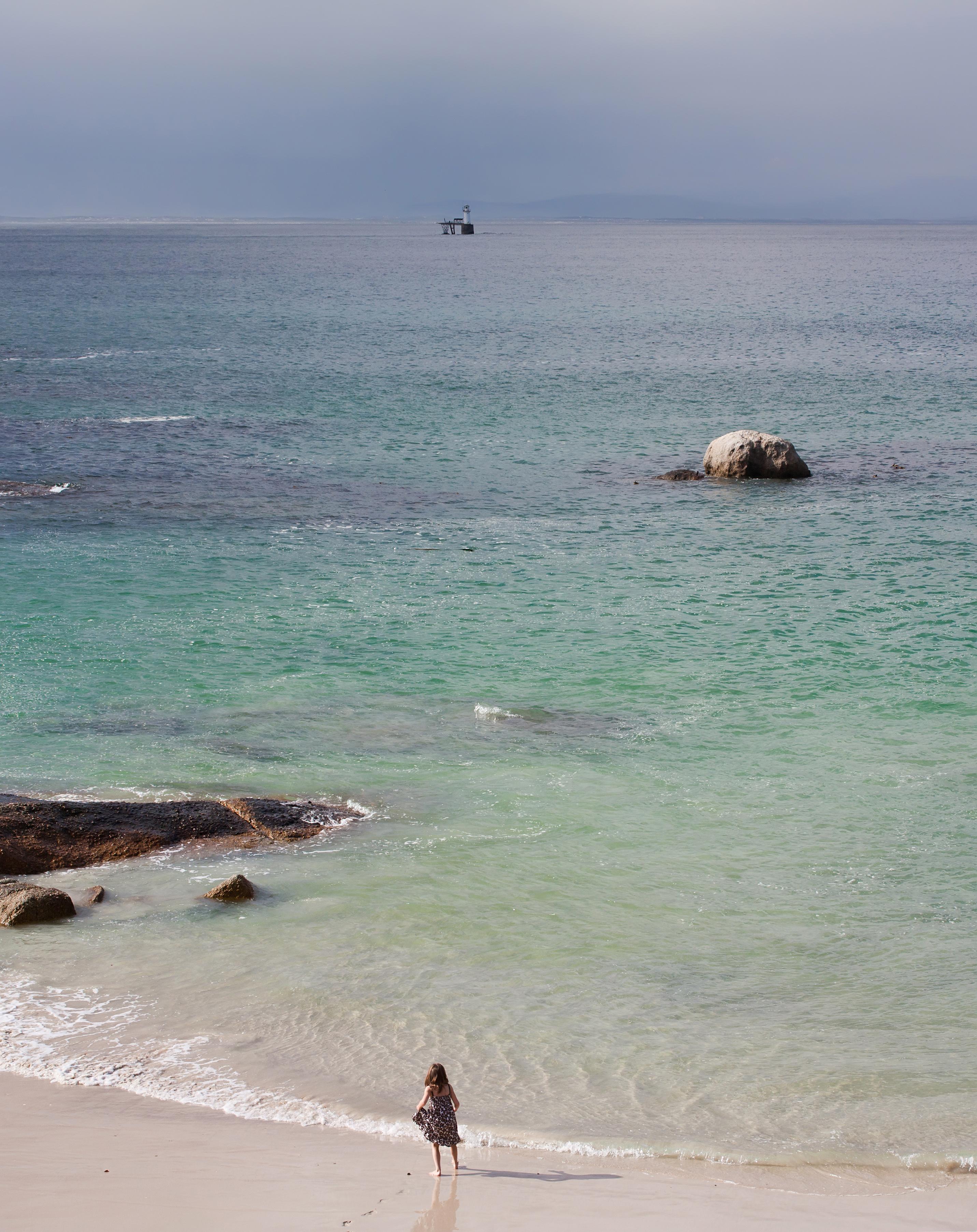
Le phare de Roman Rock depuis une plage de la péninsule du Cap.